# 三溴氧磷
三溴氧磷是一种无机化合物，化学式为POBr3。它可由五溴化磷和五氧化二磷（或乙酸、异丙醇、叔丁醇）反应制得。三溴化磷在四氧化二氮催化下氧化，也能得到溴氧化磷。